# Remigia alipes
Remigia alipes là một loài bướm đêm trong họ Erebidae.